# Melchior Adam
Melchior Adam (ur. ok. 1575 r. w Grodkowie, zm. 23 marca (lub 26 grudnia) 1622 r. w Heidelbergu.) – biograf, pedagog, leksykograf i historyk literatury.
Pierwsze nauki pobierał w Brzegu; dalsze studia odbywał w Heidelbergu, gdzie w 1601 roku został wykładowcą uniwersyteckim. Zapisał się w pamięci potomnych jako biograf (praca pisana w języku łacińskim) głównie niemieckich i holenderskich poetów, filozofów, teologów, prawników, matematyków, fizyków, lekarzy, humanistów i polityków z okresu 1420–1620. Stworzył monografię na temat życia i odkryć naukowych Mikołaja Kopernika.
Melchior Adam zmarł, jak się przypuszcza, z wyczerpania wytężoną pracą.